# Самобор (замък)
Самобор (на хърватски: Stari grad Samobor) е средновековен замък в хърватския град Самобор на 10 км западно от столицата Загреб.

## Общи сведения
Замъкът е разположен на върха на хълма Тепеч на височина 250 м и отстои само на 10 мин пеша от центъра на съвременния град Самобор. Издигнат е около 1260 – 1270 г. от привържениците на чешкия крал Отокар II, който по това време е във война с унгарския крал Ищван V. Войските на Унгарското кралство обаче, подкрепени от хърватите, завземат замъка и той заедно с търговския град Самобор в подножието му са предадени на княз Окич заедно с правото да събира от тях налозите.
Първоначално замъкът се състои от три части, най-старата от които е централното му ядро. До наши дни от оригиналния вид на замъка са достигнали само руините на стражевата кула в югоизточната част. До нея има полукръгла кула с малък готически параклис посветен на Св. Ана, построен през 30-те години на XVI в. В този период започва преустройството на замъка с разширение в северна посока. Реконструкции са правени и през XVII и XVIII в. Последната построена тук сграда е триетажна къща в стил рококо, която разполагала с богата вътрешна подредба. Замъкът е обитаван до XVIII в., но вече към 1770 г. се споменава, че е в лошо състояние и към 1805 г. е окончателно изоставен като строителният материал от него се използва за изграждането на новите къщи в подножието, където е град Самобор.
С напускането на обитателите му замъкът запада и днес от него са запазени само отделни стени и масивни врати.

## Владетели на замъка
Първите известни владетели на замъка Самобор са представители на славонския род Бабоничи. След това за известно време преминава в ръцете на унгарско-хърватските крале. От XV в. е собственост на графовете фон Цили, а от XVI в – на рода Франкопан. Едни от последните владетели на замъка са унгарските графове Ердьоди, а през 1902 г. негов собственик е фамилията Монтукучоли. Именно те продават замъка на градския съвет на Самобор.